# 北京侣松园宾馆
39°56′05″N 116°24′23″E / 39.9346428°N 116.4063405°E

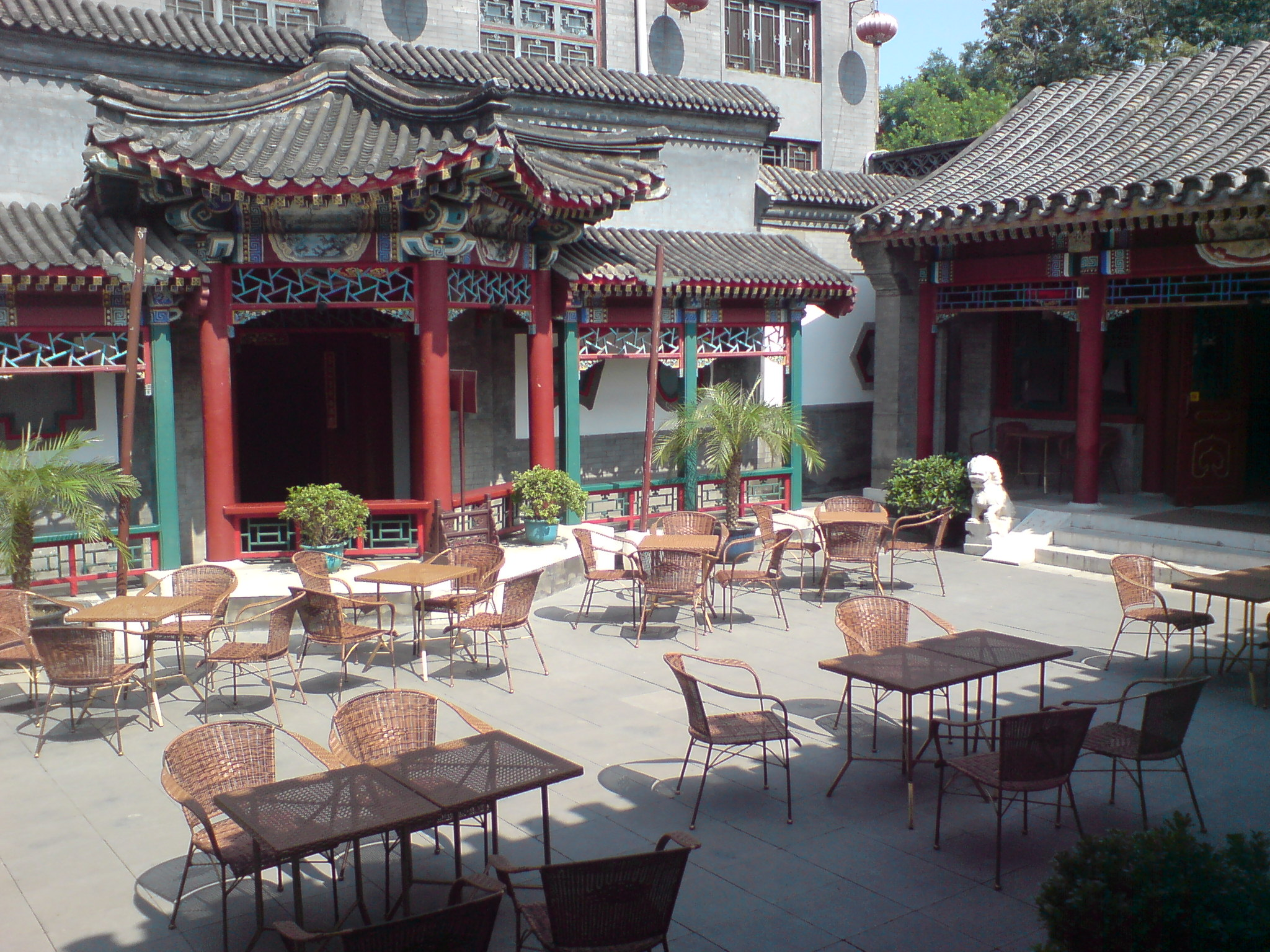
北京侣松园宾馆内的庭院

北京侣松园宾馆位于北京市东城区宽街板厂胡同22号，是一家三星级宾馆。

## 建筑
该宾馆位于四合院文化保护区内，主要建筑为僧格林沁王府的一部分，属北京市文物保护单位。该宾馆共有五个院落。